# تكتيك (أسلوب)
التكتيك (بالإنجليزية: Tactic) هو عمل مفاهيمي يهدف إلى تحقيق الهدف. يمكن تنفيذ هذا الإجراء كمهمة واحدة أو أكثر، يستخدم هذا المصطلح بشكل شائع في السياقات التجارية والاحتجاجية والعسكرية، وكذلك في الشطرنج أو الرياضة أو الأنشطة التنافسية الأخرى، وقد نشأت الكلمة من اليونانية القديمة (τακτική) والتي تعني فن الترتيب .

## التميز عن الاستراتيجية
الإستراتيجية هي مجموعة من الخيارات المستخدمة لتحقيق هدف عام في حين أن التكتيكات هي الإجراءات المحددة المستخدمة عند تطبيق تلك الخيارات الاستراتيجية، بمعنى أن الاستراتيجية تحتاج لتكتيكات لتحقيق أهدافها.

### الاستخدام العسكري
في النطاق العسكري، يتم استعمال التكتيك العسكري من قبل وحدة عسكرية لا يزيد حجمها عن فرقة لتنفيذ مهمة محددة وتحقيق هدف محدد، أو للتقدم نحو هدف محدد. [بحاجة لمصدر]

غالبًا ما يتم الخلط بين مصطلحات التكتيك والاستراتيجية: التكتيكات هي الوسائل الفعلية المستخدمة لتحقيق هدف محدد، في حين أن الاستراتيجية هي خطة الحملة الشاملة، والتي قد تنطوي على أنماط تشغيلية معقدة ونشاط وصنع القرار الذي يحكم التنفيذ التكتيكي. يعرّف قاموس وزارة الدفاع الأمريكية للمصطلحات العسكرية، المستوى التكتيكي بأنه «مستوى الحرب الذي يتم فيه تخطيط وتنفيذ المعارك والعمليات القتالية لتحقيق الأهداف العسكرية المخصصة للوحدات التكتيكية أو فرق العمل. تركز الأنشطة في هذا المستوى على الترتيب المنظم والمناورة للعناصر القتالية فيما يتعلق ببعضها البعض ومع العدو لتحقيق الأهداف القتالية».
مثلا إذا كان الهدف العام، هو كسب حرب ضد دولة أخرى، فقد تكون إحدى الإستراتيجيات تقويض قدرة الأمة الأخرى على شن الحرب عن طريق إبادة قواتها العسكرية بشكل استباقي، وقد تصف التكتيكات المعنية إجراءات محددة يتم اتخاذها في مواقع محددة، مثل الهجمات المفاجئة على المنشآت العسكرية، والهجمات الصاروخية على مخزونات الأسلحة الهجومية، والتقنيات المحددة التي ينطوي عليها تحقيق هذه الأهداف.   

## روابط خارجية
- التكتيكات - تعريف BusinessDictionary.com نسخة محفوظة 9 نوفمبر 2019 على موقع واي باك مشين.